# Jéssica Maier
Jéssica Sayonara Maier (Timbó, 21 de agosto de 1994) é uma ginasta rítmica brasileira. Representou o Brasil nos Jogos Olímpicos de Verão de 2016, como parte do conjunto brasileiro da ginástica rítmica.

## Carreira
Estreou em Mundiais no Campeonato Mundial de Ginástica Rítmica de 2010 na equipe de conjuntos do Brasil, tendo o 22º lugar na modalidade arcos como melhor resultado na competição.
Em 2015, Jessica foi convocada para disputar os Jogos Pan-Americanos de 2015 como parte do conjunto brasileiro. Emanuelle conquistou 3 medalhas junto com o conjunto brasileiro: ouro no grupo geral, ouro no 5 fitas e prata no 6 maças + 2 arcos. Ainda em 2015 Jessica participou do Campeonato Mundial em que a equipe terminou em 16º lugar.
No ano seguinte, Jessica Maier foi convocada para representar o Brasil na competição de equipes nos Jogos Olímpicos de Verão de 2016 como capitã do time brasileiro. A equipe brasileira viria a ficar fora da final por uma pequena margem, terminando a competição em nono lugar.